# Sufjan Stevens
Sufjan Stevens (IPA: /'suːfjɑ:n/), född 1 juli 1975 i Detroit i Michigan, är en amerikansk sångare, låtskrivare och multiinstrumentalist.

## Bakgrund
Stevens föddes i Detroit i Michigan, men växte upp i Petoskey där han gick på Harbor Light Christian School och Interlochen Arts Academy. Vidare gick han på Hope College i Holland i Michigan. Stevens bodde i stadsdelen Brooklyn i New York i 20 år innan han 2019 flyttade till Upstate New York, nära Catskillbergen. Han driver skivbolaget Asthmatic Kitty Records tillsammans med andra musiker från Holland i Michigan.
Namnet Sufjan är av persiskt ursprung och lär ha givits honom av grundaren av det spirituella samfundet Subud, vilket Stevens föräldrar var anhängare av vid hans födsel.
Stevens spelar de flesta instrumenten själv på skivorna, bland annat banjo, piano, gitarr, trummor, oboe och engelskt horn.

## Karriär
Stevens började sin musikaliska karriär med folkrockbandet Marzuki och Danielson Famile, det senare spelar han fortfarande med. Han solodebuterade 2000 med A Sun Came och har därefter släppt nio ytterligare album. Sufjan Stevens har väckt uppmärksamhet genom sin ambition att skriva och spela in ett album för var och en av de 50 delstaterna i USA. 2003 släpptes albumet Michigan och i juli 2005 kom albumet Illinois. Stevens har sedan dess medgett att projektet var ett PR-trick, och att han inte har för avsikt att fullfölja det.
År 2017 gjorde han musiken till långfilmen Call Me by Your Name. Singeln "Mystery of Love" nominerades till en Oscar för bästa sång vid Oscarsgalan 2018 och fick även en Grammy-nominering.

## Privatliv
I september 2023 meddelade Stevens att han drabbats av Guillain-Barrés syndrom. Han genomgick behandling för sjukdomen och hade behövt lära sig att gå på nytt.
I samband med att albumet Javelin släpptes 2023 dedikerade Stevens det till sin partner Evans Richardson som gått bort i april samma år. Det var första gången Stevens, som vanligtvis är mycket tystlåten om sitt privatliv, nämnt sin sexualitet.

## Diskografi
- 2000 – A Sun Came
- 2001 – Enjoy Your Rabbit
- 2003 – Michigan
- 2004 – Seven Swans
- 2005 – Illinois
- 2006 – The Avalanche
- 2006 – Songs for Christmas
- 2009 – The BQE
- 2010 – All Delighted People EP
- 2010 – The Age of Adz
- 2015 – Carrie & Lowell
- 2020 – The Ascension
- 2021 – Convocations
- 2021 – A Beginner's Mind med Angelo De Augustine
- 2023 – Reflections med Timo Andres och Conor Hanick
- 2023 – Javelin